# Merishausen
Merishausen est une commune suisse du canton de Schaffhouse.

## Géographie

Vue aérienne (1964).

Selon l'Office fédéral de la statistique, Merishausen mesure 17,56 km2.

## Démographie
Selon l'Office fédéral de la statistique, Merishausen compte 708 habitants en 2008. Sa densité de population atteint 40 hab./km2.
Le graphique suivant résume l'évolution de la population de Merishausen entre 1850 et 2008 :